# Illuminae
Illuminae è un romanzo epistolare space opera young adult scritto da Amie Kaufman e Jay Kristoff. È il primo romanzo della serie Illuminae File. La storia è raccontata attraverso una serie di documenti riservati, e-mail censurate, interviste e altro. Illuminae è ambientato nel 2575 ed è la storia dell'adolescente colona Kady Grant e del suo fidanzato pilota di caccia Ezra Mason.
La serie è stata acquisita da Random House in un anticipo nel 2013. Il primo libro della serie è stato pubblicato a fine ottobre 2015. Ha debuttato al quinto posto nella lista dei bestseller del New York Times per giovani adulti con copertina rigida e ha raggiunto fino al terzo posto. Illuminae è stato nominato per il Prime Minister's Literary Award nel 2016, ha vinto il Premio Aurealis nel 2015 per il miglior romanzo di fantascienza, il premio Gold Inky nel 2016 per la migliore narrativa adolescenziale e il Australian Book Industry Award Book of the Year for Older Children nel 2016.
Il sequel, Gemina, ha debuttato al terzo posto nella lista dei bestseller del New York Times e ha vinto il Aurealis Award per il miglior romanzo di fantascienza del 2016.
Il terzo libro della serie, Obsidio, ha debuttato al sesto posto nella lista delle serie per bambini del New York Times, come il primo bestseller per giovani adulti in Australia e come un bestseller USA Today.

## Trama
Nel 2575 l'intero universo di Kady è stato sconvolto. La BeiTech Industries, società rivale della società mineraria Wallace Ulyanov Consortium, ha invaso il pianeta natale di Kady Kerenza per via delle sue risorse naturali. Lei e diverse migliaia di coloni hanno lottato con una delle navi in fuga, Alexander e Hypatia, con la nave da guerra della BeiTech, la Lincoln, in un inseguimento mortale.
Tuttavia, questa non è la fine dei loro problemi. Si è diffuso un virus contagioso e mortale e sta mutando. L'IA della flotta, danneggiata durante la fuga, sta compiendo scelte allarmanti. E i responsabili sono sfuggenti sulla verità. Ma Kady si rifiuta di starsene tranquillamente a guardare mentre la vita di così tante persone è in gioco. Mentre si fa strada attraverso trascrizioni, messaggi e altri dati, è chiaro che c'è solo una persona di cui può fidarsi e che può aiutarla a portare alla luce la verità: Ezra Mason, il suo ex fidanzato, che ha lasciato poco prima dell'invasione.

## Adattamento cinematografico
Nel novembre 2015 la società di produzione di Brad Pitt, Plan B Entertainment, e Warner Bros. hanno acquistato i diritti di Illuminae.  Pitt, Dede Gardner e Jeremy Kleiner sono previsti alla produzione.